# Ponte de Vila Nova de Milfontes
A Ponte de Vila Nova de Milfontes, é uma infra-estrutura rodoviária sobre o Rio Mira, situada junto à localidade de Vila Nova de Milfontes, na região do Alentejo, em Portugal. 

## Descrição
A ponte transporta a Estrada Regional 393, estando situada no PK 0,6 daquele corredor, e cruza o Rio Mira nas imediações de Vila Nova de Milfontes. Apresenta uma estrutura em betão armado e pré-esforçado, com um tabuleiro suportado por quatro pilares bifurcados centrais situados no leito do rio, e outros dois pilares nas margens. Tem uma extensão total de 363 m, que inclui três lanços centrais de 68 m e dois lanços nas margens, com 59.5 m e 20 m. O perfil transversal atinge uma largura total de 15.6 m, que é formada por uma faixa de rodagem com 7 m, duas bermas laterais de 7 m, e e dois passeios de 1.30 m. Os pilares da ponte são bifurcados, em forma de V, que são vazados no interior, no sentido longitudinal da ponte. São suportados por bases maciças em betão, tendo os pilares P2 e P4 sido fundados indirectamente em estacas e o P3 em barretas, enquanto que o P5 foi fundado directamente no solo rochoso. As barretas atingiram uma profundidade de 71 m, alcançando um recorde a nível nacional. Os dois pilares das margens foram construídos em pórtico de viga superior, e utilizam sapatas de fundação directa. A estrutura principal do tabuleiro foi executada em aduelas, de forma a aproveitar a forma dos pilares centrais, que foram construídos utilizado os avanços incrementais a partir das lâminas dos pilares. Nas suas pontas, em consola, estes lanços suportam os tramos situados no centro, que foram construídos com recurso a vigas pré-fabricadas em forma de barriga de peixe, criando desta forma uma estrutura que é conhecida como tabuleiro em vigas gerber.
A ponte dispõe de sistemas para reduzir os efeitos de um abalo sísmico, que funciona através do amortecimento das forças horizontais, e do controlo do movimento longitudinal dos tramos independentes, no sentido de reduzir o risco da queda destes elementos devido à falta de apoio.

## História

### Antecedentes
Nos finais do século XVI, Vila Nova de Milfontes situava-se na importante estrada litoral entre a Moita e Lagos, que unia Lisboa ao Algarve, mas os viajantes encontravam grandes dificuldades em atravessar o Rio Mira, cuja foz forma um largo estuário. A situação melhorou após a construção do Forte de São Clemente, quando foi construída uma estalagem e instituída uma barca de passagem, nos princípios do século XVII. Este percurso foi percorrido por algumas grandes figuras, incluindo o coronel inglês George Thomas Landmann (en). Durante a primeira metade do século XIX, quando o governo lançou os primeiros programas para o desenvolvimento dos transportes, a estrada litoral ganhou uma nova importância, por constituir uma ligação terrestre entre o Algarve e a capital. Nesta altura, Vila Nova de Milfontes também era um cruzamento de estradas, estando ligada a Sines, ao Cercal e a São Luís. Porém, devido a várias circunstâncias, incluindo os problemas na travessia do Rio Mira, a estrada litoral acabou por ser abandonada.

### Planeamento e construção
O projecto para a ponte foi elaborado em 1973 por Lobo Fialho, da empresa ENARCO. As obras decorreram entre 1976 e 1978.
A construção foi feita em 1978, pela companhia Zagope. Durante as obras foram descobertos vários fragmentos de cerâmica dos séculos I a III, correspondentes ao período romano, que porém foram muito danificados durante o processo de remoção. A instalação da ponte teve uma grande importância do ponto de vista das comunicações rodoviárias em Vila Nova de Milfontes, fazendo com que a povoação deixasse de ser apenas o ponto terminal de um ramal de estrada.
A ponte foi uma das obras incluídas na exposição itinerante Arquitectura de Engenheiros. Séculos XIX e XX, organizada pela Fundação Calouste Gulbenkian a partir dos finais da década de 1970.

### Século XXI
Em 2013 foi alvo de obras de restauro por parte das empresas Obrecol e VSL, tendo o correspondente projecto sido desenhado em 2010 por Júlio Appleton, Rita Gonçalves e António Costa. Em Setembro de 2015, a operadora Infraestruturas de Portugal fez uma inspecção subaquática dos pilares da ponte, no âmbito do Sistema de Gestão de Conservação das Pontes, tendo averiguado que estes se encontravam em bom estado de conservação.

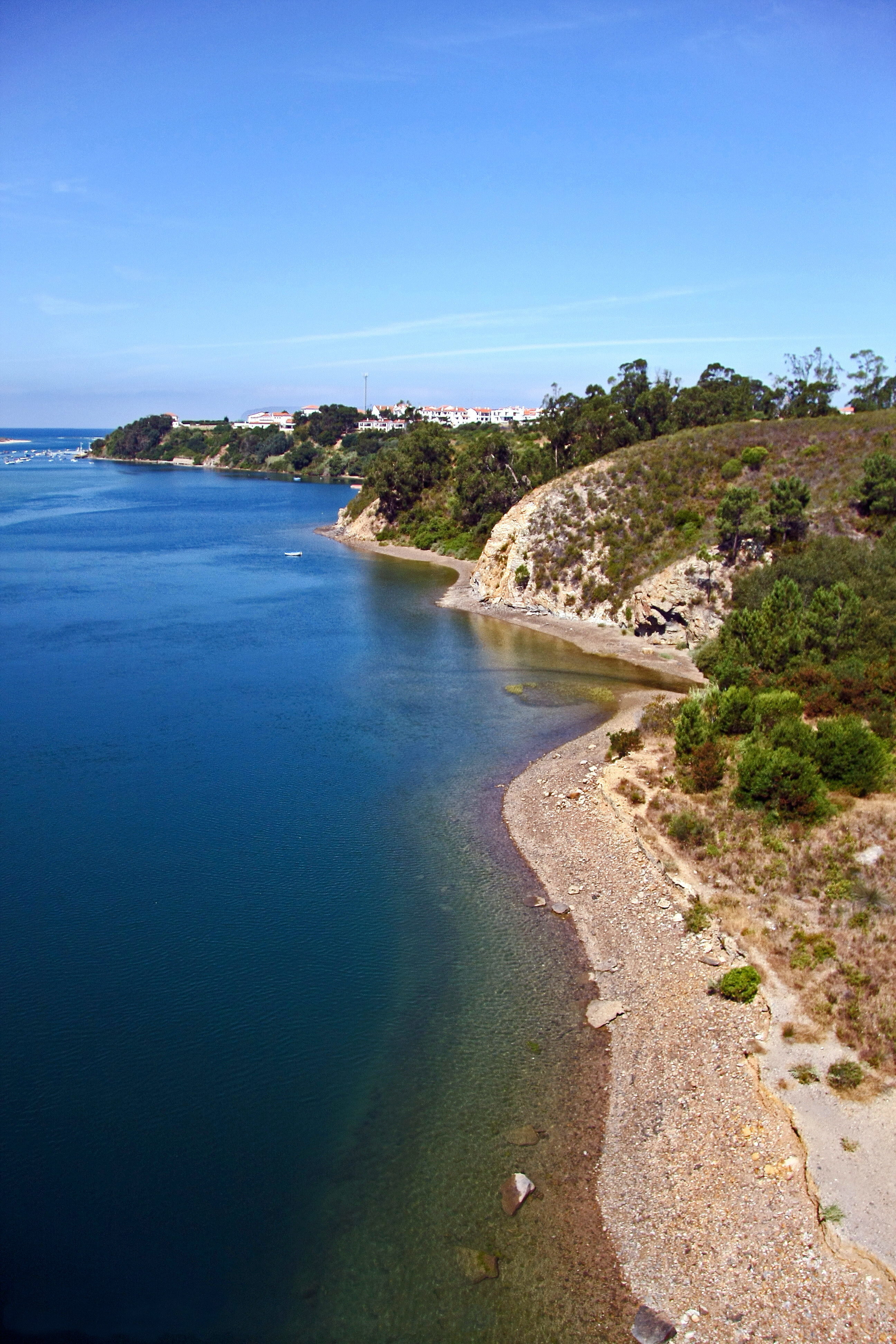
Vila Nova de Milfontes vista a partir da ponte, em 2014.